# Философов, Марк Дмитриевич
Марк Дми́триевич Филосо́фов (14 мая 1892, Санкт-Петербург, Российская империя — 14 февраля 1938, Куйбышев, СССР) — советский искусствовед, учёный секретарь Государственного Эрмитажа (1925—1932; 1933—1935), член художественных комиссий по охране памятников искусства и старины, руководитель художественного отдела Куйбышевского краеведческого музея (1935—1936), заведующий научной частью Куйбышевского областного художественного музея (1937).

## Биография

### Санкт-Петербург—Петроград—Ленинград
Родился 14 мая 1892 года в Петербурге в дворянской семье Философовых. Отец — государственный деятель Дмитрий Александрович Философов (1861—1907), мать — Мария Алексеевна Философова (урожд. Мельникова, в 1-м браке Бибикова; 1857—1942), дочь генерал-инженера А. П. Мельникова и племянница инженера и министра путей сообщения П. П. Мельникова. Был младшим из двух сыновей (старший брат Дмитрий родился в 1884 году). Крещение Марка состоялось 2 июля 1892 года, в Покровской церкви погоста Бежаницы Новоржевского уезда Псковской Епархии.
В 1909 году окончил Вторую Петербургскую гимназию. В 1912—1913 годах путешествовал по Франции и Германии . Окончил юридический факультетах Санкт-Петербургского университета. (в 1915—1916 годах обучался также на историческом факультете университета). Во время Первой Мировой войны  в 1916 году был в действующей армии. Вернувшись с фронта, работал в артели «Труд». Увидев Философова за уборкой снега, друг семьи, художник и историк искусства А. Н. Бенуа пригласил его на работу в Государственный Эрмитаж.
С февраля 1918 года Философов работал в Художественной комиссии при Зимнем дворце, с июня — в Комиссии по охране памятников искусства и старины, с февраля 1919 года занимал должность «ассистента Отделения искусства нового времени». В 1925 году был научным сотрудником Государственного музейного фонда Ленинградского отделения Главнауки Народного комиссариата просвещения РСФСР. С 15 ноября 1925 года работал учёным секретарём Эрмитажа, с 6 мая 1926 года был членом правления Эрмитажа. В 1927 году неоднократно временно исполнял обязанности директора Эрмитажа. Активно участвовал в деятельности общества «Старый Петербург».
Считаясь социально опасным элементом для советской власти неоднократно арестовывался «по подозрению в контрреволюционной деятельности» — в 1919, 1933 и 1935 годах.
2 февраля 1932 года Философов был освобождён от должности учёного секретаря и переведён на должность заместителя заведующего сектором Запада. С 27 января по 2 апреля 1933 года в связи с арестом возник перерыв в работе. С 12 июля 1933 года вернулся к работе учёного секретаря.
18 марта 1935 года был уволен из Эрмитажа.

### Самара—Куйбышев
В марте 1935 года выслан из Ленинграда в Куйбышев. C 1 июня работал в Куйбышевском краеведческом музее в должности заведующего художественным отделом
В январе 1937 года, после образования Куйбышевского областного художественного музея был назначен заведующим научной частью.

### Арест и гибель
19 октября этого года арестован, обвинён в контрреволюционной деятельности по статье 58, пп. 10 и 11 УК РСФСР. Содержался в Кряжской тюрьме.
31 декабря тройкой при Управлении НКВД по Куйбышевской области приговорён к расстрелу.
Расстрелян 14 февраля 1938 года в Куйбышеве. Место захоронения неизвестно.

### Реабилитация
Реабилитирован посмертно Куйбышевским областным судом 14 сентября 1956 года.

## Деятельность

### Пушкинские реликвии
Согласно музейной легенде XX века, верифицированной исследованиями начала XXI века, благодаря М. Д. Философову был сохранён исторический диван Пушкина, в конце 90-х годов XIX века полученный в дар его матерью от её сестры Варвары Алексеевны Пушкиной, жены младшего сына поэта. Мария Алексеевна Философова перевезла реликвию в своё имение Усадище Бежаницкой волости Новоржевского уезда Псковской губернии, где диван находился до Октябрьской революции и начала Гражданской войны.

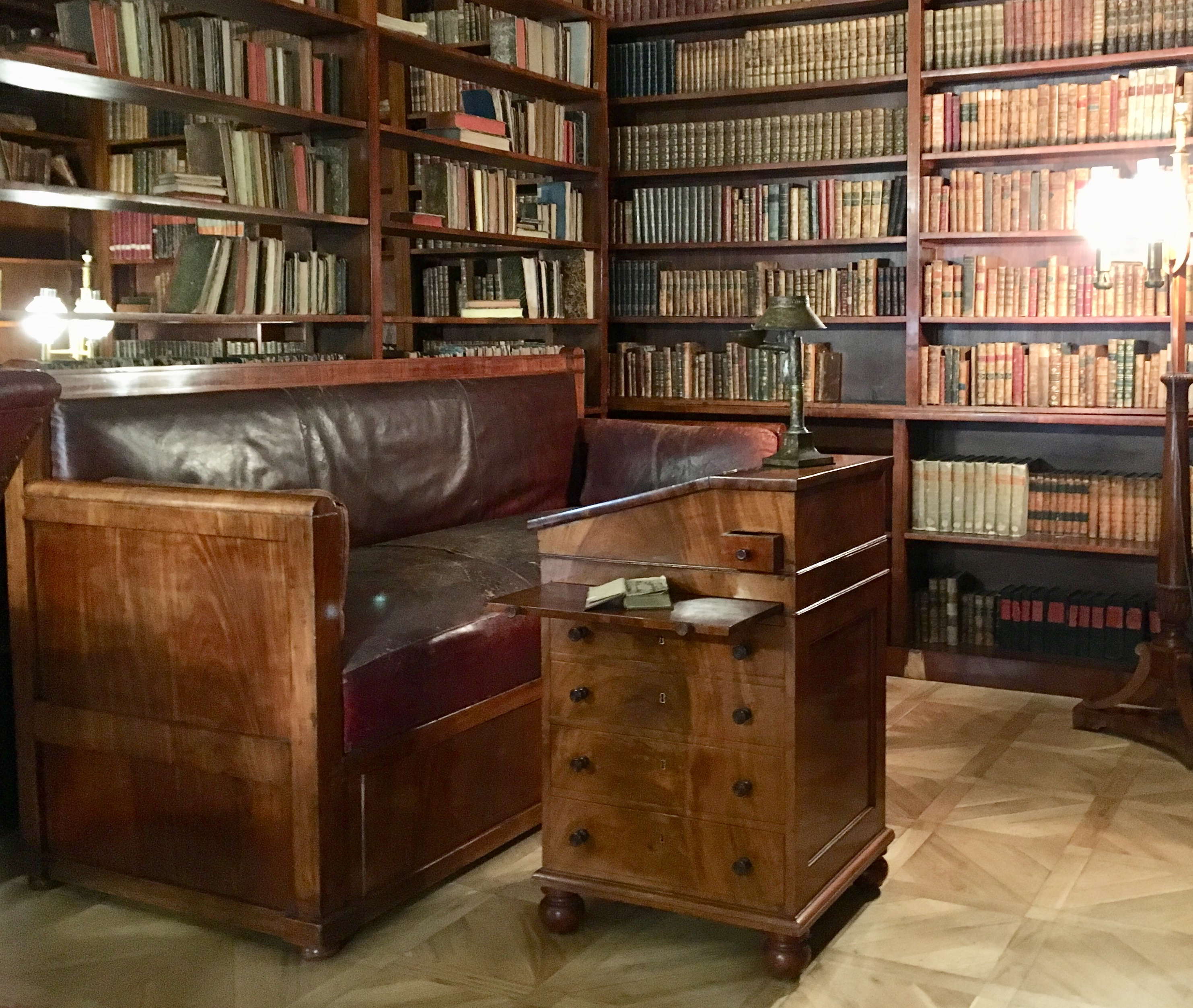
Диван Пушкина в экспозиции Музея-квартиры поэта на Мойке, 12

Согласно архивным разысканиям научного сотрудника Государственного Эрмитажа, хранителя коллекции мебели И. А. Гарманова, диван был перевезён М. Д. Философовым из фамильной усадьбы в Петроград в связи с революционными и военными событиями и впоследствии передан им в Эрмитаж. Документов о передаче не обнаружено, первое упоминание о диване содержится в музейной описи 1923 года, согласно которой он находился в «Канцелярии Эрмитажа», позднее диван был перемещён в кабинет Философова, занимавшего должность учёного секретаря Эрмитажа. Местонахождение дивана в кабинете зафиксировано фотографией конца 1920-х годов и музейной описью 1930 года. В 1937 году при подготовке к Пушкинскому юбилею диван был передан из Эрмитажа в Пушкинский Дом, откуда поступил в Музей-квартиру А. С. Пушкина на Мойке, 12.
М. Д. Философов передал в Пушкинский Дом также хранившееся в их семье пресс-папье, сделанное по распоряжению младшего сына поэта Г. А. Пушкина из обломков разрушенной бурей последней из трёх сосен, воспетых Пушкиным в элегии «Вновь я посетил…» (1835). На верхней части прямоугольного соснового бруска прикреплены серебряные пластинки с выгравированными строками из пушкинского стихотворения и надписью: «Часть последней сосны, сломанной бурей 5-го июля 1895 года. Село Михайловское». Несколько таких пресс-папье были подарены Г. А. Пушкиным друзьям. Экземпляр, переданный М. Д. Философовым, находится в музее-заповеднике Михайловское.

### Эрмитаж

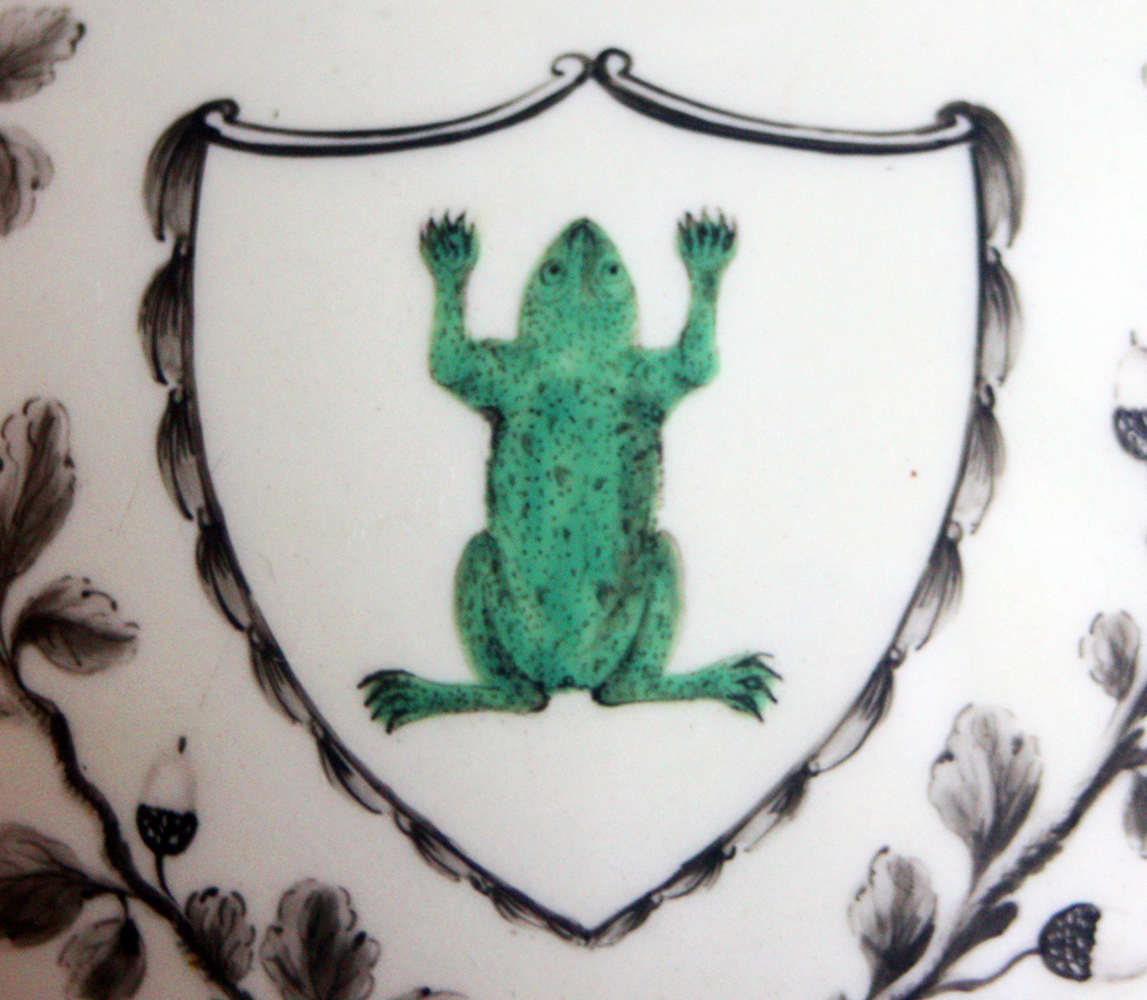
Сервиз с зелёной лягушкой. Веджвуд. XVIII век

Основным направлением работы М. Д. Философова в Эрмитаже в послереволюционные годы было сохранение художественных ценностей из частных собраний — учёт и вывоз национализированного дворянского имущества из разорённых дворцов, квартир и усадеб в хранилища музейного фонда и его экспертиза. Он работал с аукционами, осуществлял связи с провинциальными музеями, способствуя пополнению их собраний из Государственного музейного фонда. В середине 1920-х годов занимался каталогизацией антикварного серебра, хранящегося в Гохране, работал с коллекциями фарфора, в том числе веджвудским «Cервизом с зелёной лягушкой».
Согласно сохранившимся архивным документам и свидетельствам коллег, работая на должности учёного секретаря Эрмитажа, Философов организовал чёткую систему регистрации и учёта. По воспоминаниям профессора Б. Б. Пиотровского, в конце 1920-х годов, когда руководство Эрмитажа неоднократно менялось, административная работа была «в надежных руках учёного секретаря Философова, очень чётко выполнявшего свои обязанности».

### Куйбышевский музей
В середине 1930-х годов, когда М. Д. Философов приступил к работе в Куйбышевском краеведческом музее, его здание находилось в аварийном состоянии, а художественная коллекция не была грамотно упорядочена. Философов вошёл в состав созданной при участии Народного комиссариата просвещения комиссии, осуществившей проверку фондов, которая выявила значительное количество неучтенных вещей музейного уровня. Результатом этой работы было увеличение количества экспонатов в 3 раза.
Философов возглавлял работу по научному описанию фондов музея, занимался сверкой, упорядочением, описанием и учётом коллекции художественного отдела. Им была организована передача в музей авторских произведений Ломоносовского фарфорового завода, выполнены расшифровки и переводы на русский язык подписей на полотнах ряда художников Западной Европы и русского авангарда. Философов стал организатором процедуры выделения художественной коллекции музея в самостоятельный Художественный музей, постановление о создании которого было принято в январе 1937 года.
Незадолго до последнего ареста Философов разработал концепцию первой экспозиции художественного музея, занимавшей пять залов.

## Память
Документы, связанные с жизнью М. Д. Философова, хранятся в Архиве Государственного Эрмитажа (Ф. 35. Оп. 1. Д. 1—73) и Архиве Российской Академии наук (Санкт-Петербургский филиал. Ф. 312. Оп. 003. Д. 226)
В 2007 году в Самарском областном историко-краеведческом музее имени П. В. Алабина состоялась мемориальная выставка, посвящённая памяти М. Д. Философова, где были представлены произведения искусства и документы из архива музея, связанные с его жизнью и работой.
В XXI веке на территории бывшего имения Усадище, последним владельцем которого был М. Д. Философов, располагается Бежаницкий историко-культурный центр Философовых, где проводятся конференции «Философовские чтения», материалы которых издаются в одноимённых сборниках. Публикуемые в сборниках архивные разыскания и исследования связаны с историей рода Философовых, ряд публикаций посвящён жизни и судьбе М. Д. Философова.

## Комментарии
1. 1 2  Дата 14 февраля указана в работах научных сотрудников музеев[1][2] и в справке из архивов ФСБ, выданной по запросу Самарского областного историко-краеведческого музея имени П. В. Алабина в 1990-е годы и опубликованной В. А. Черновой[3]. В некоторых источниках (Ленинградский мартиролог и др.) фигурирует дата 15 февраля[4][5].
2. ↑  После революции имение и материальные ценности Философовых были национализированы, в доме разместилась школа крестьянской молодёжи[20].
3. ↑  Научное исследование музейной коллекции, разработка концепции первой экспозиции художественного музея и подготовка к переезду в новое здание проводились М. Д. Философовым совместно с высланной из Ленинграда коллегой, бывшей сотрудницей Эрмитажа Татьяной Георгиевной Ржепецкой (1906—1988)[17].

### Архивы
- Личный фонд М. Д. Философова //   Архив Государственного Эрмитажа. Ф. 35. Оп. 1. Д. 1—73. — 1918—1932 гг.
- Философов Марк Дмитриевич, ст. экономист ГАИМК. Трудовой список //   Архив Российской Академии наук. Санкт-Петербургский филиал. Ф. 312. Оп. 003. Д. 226. — 1918—1935 гг.

### Книги и журналы
- Гарманов И. А. Мемориальный диван-шлафбанк А. С. Пушкина и его стилистический аналог из Зимнего дворца // Исторические, философские, политические и юридические науки, культурология и искусствоведение. Вопросы теории и практики : журнал. — Тамбов : Грамота, 2014. — № 7 (45) : в 2 ч. — Ч. 2. — С. 50—53. — ISSN 1997-292X.
- Гарманов И. А. Учёный секретарь Государственного Эрмитажа М. Д. Филосо́фов и мемориальный диван А. С. Пушкина. Верификация легенды // Труды Государственного Эрмитажа / Гос. Эрмитаж ; науч. ред. С. В. Томсинский. — СПб. : Изд-во Гос. Эрмитажа, 2016. — Т. LXXXII : Из истории русской культуры XII—XX веков. К 75-летию Отдела истории русской культуры (1941—2016). — С. 80—92. — 326 с. — ISBN 978-5-93572-669-0.
- Седова Г. М. О мемориальном диване в кабинете А. С. Пушкина // Пушкинский музеум : альманах / под ред. С. М. Некрасова, Г. М. Седовой. — СПб. : Всероссийский музей А. С. Пушкина, 2015. — Вып. 7. — С. 23—34. — ISBN 978-5-4380-0093-8.
- Жердева Ю. А. Самарский (Куйбышевский) художественный музей в годы Великой Отечественной войны 1941—1945 гг. // Проблемы изучения военной истории : сборник статей Третьей Всероссийской научной конференции с международным участием. Самара, 24—25 марта 2015 г.. — Самара : Научно-технический центр, 2015. — С. 488—494. — 547 с. — ISBN 978-5-98229-266-7.
- Гейченко С. С. У Лукоморья : Рассказы хранителя Пушкинского заповедника / Семён Гейченко. — 5-е изд., доп. — Л. : Лениздат, 1986. — 494 с.
- Пиотровский Б. Б. История Эрмитажа : краткий очерк : материалы и документы / Борис  Пиотровский ; вступ. ст. и общ. ред. М. Б. Пиотровского. — М. : Искусство, 2000. — 575 с. — 2000 экз. — ISBN 5-210-01374-X.
- Февчук Л. П. Портреты и судьбы : Из ленинградской Пушкинианы / Л. П. Февчук. — Л. : Лениздат, 1990. — 189 с. — ISBN 5-289-00603-6.
- Личные архивные фонды Государственного Эрмитажа : справочник / Гос. Эрмитаж; [авт.-сост. Е. Ю. Соломаха]. — СПб. : Гос. Эрмитаж, 2002. — Вып. 2. — С. 18—19. — 51 с. — 1000 экз. — ISBN 5-93572-050-7.

### Философовские чтения
- Гарманов И. А. Судеб странное пресечение. Философовы, Эрмитаж и диван А.С. Пушкина // Философовские чтения : Сборник материалов четвертых Философовских чтений. — Псков : Логос Плюс, 2011. — С. 169—182.
- Жердева Ю. А. Марк Дмитриевич Философов в Куйбышевском музее // Философовские чтения : Сборник материалов третьих Философовских чтений. — Псков : Логос Плюс, 2008. — С. 158—172.
- Жердева Ю. А. «Дело Философова» в Самаре: культурологический дискурс // Философовские чтения : Сборник материалов четвертых Философовских чтений. — Псков : Логос Плюс, 2011. — С. 183—193.
- Философова Т.Г. Сохраняя беспристрастность: Марк Дмитриевич Философов // Философовские чтения: Сб. материалов шестых Философовских чтений – Псков: ООО «ЛОГОС Плюс», 2016– с.158-167
- Чернова В. А. Памяти М. Д. Философова (1892—1938) (опыт создания мемориальной выставки, посвящённой сотруднику музея) // Философовские чтения : Сборник материалов третьих Философовских чтений. — Псков : Логос Плюс, 2008. — С. 173—183.
- Шехурина Л. Д. Cудьба Марка Дмитриевича Философова // Философовские чтения : Сборник материалов третьих Философовских чтений. — Псков : Логос Плюс, 2008. — С. 149—158.